# A Ferencvárosi TC 1965-ös szezonja
A Ferencvárosi TC 1965-ös szezonja szócikk a Ferencvárosi TC első számú férfi labdarúgócsapatának egy szezonjáról szól, mely összességében és sorozatban a 64. idénye volt a csapatnak a magyar első osztályban. A klub fennállásának ekkor volt a 66. évfordulója.

## Mérkőzések
| Színmagyarázat | Színmagyarázat |
| -------------- | -------------- |
|                | Győzelem.      |
|                | Döntetlen.     |
|                | Vereség.       |

### Vásárvárosok kupája 1964–65
(előzményét lásd az 1964-es szezonnál)
3. forduló
| 1965. március 10. |

| AS Roma      | 1 – 2               | Ferencváros             |
| ------------ | ------------------- | ----------------------- |
| De Sisti 81' | (0 – 1) Jegyzőkönyv | Rátkai 37' Fenyvesi 79' |

| Olimpiai Stadion, Róma Nézőszám: 20 000 |

| 1965. március 17. |

| Ferencváros | 1 – 0               | AS Roma |
| ----------- | ------------------- | ------- |
| Albert 42'  | (1 – 0) Jegyzőkönyv |         |

| Népstadion, Budapest Nézőszám: 30 000 Játékvezető: Botić (jugoszláv) |

Negyeddöntő
| 1965. április 7. 19:00 |

| Ferencváros | 1 – 0               | Athletic Bilbao |
| ----------- | ------------------- | --------------- |
| Juhász 26'  | (1 – 0) Jegyzőkönyv |                 |

| Népstadion, Budapest Nézőszám: 35 000 Játékvezető: Konstantin Zečević (jugoszláv) |

| 1965. április 21. 19:30 |

| Athletic Bilbao | 2 – 1               | Ferencváros |
| --------------- | ------------------- | ----------- |
| Arieta 44' 76'  | (1 – 1) Jegyzőkönyv | Varga 14'   |

| San Mamés Stadion, Bilbao Nézőszám: 30 000 Játékvezető: Gottfried Dienst (svájci) |

Negyeddöntő – újrajátszás
| 1965. május 13. 19:00 |

| Ferencváros                             | 3 – 0               | Athletic Bilbao |
| --------------------------------------- | ------------------- | --------------- |
| Echeberría 19' (öngól) Fenyvesi 45' 63' | (2 – 0) Jegyzőkönyv |                 |

| Népstadion, Budapest Nézőszám: 38 000 Játékvezető: Gerhard Schulenburg (német) |

Elődöntő
| 1965. május 31. 20:30 |

| Manchester United               | 3 – 2               | Ferencváros          |
| ------------------------------- | ------------------- | -------------------- |
| Law 33' (11-esből) Herd 61' 69' | (1 – 1) Jegyzőkönyv | Novák 23' Rákosi 71' |

| Old Trafford, Manchester Nézőszám: 40 000 Játékvezető: Burguet (belga) |

| 1965. június 6. |

| Ferencváros                    | 1 – 0               | Manchester United |
| ------------------------------ | ------------------- | ----------------- |
| Novák 44' (11-esből) Orosz 73′ | (1 – 0) Jegyzőkönyv | Crerand 73′       |

| Népstadion, Budapest Nézőszám: 55 000 Játékvezető: Michel Kitabdjian (francia) |

Elődöntő – újrajátszás
| 1965. június 16. |

| Ferencváros             | 2 – 1               | Manchester United |
| ----------------------- | ------------------- | ----------------- |
| Karába 44' Fenyvesi 55' | (1 – 0) Jegyzőkönyv | Connelly 87'      |

| Népstadion, Budapest Nézőszám: 70 000 Játékvezető: Gerhard Schulenburg (német) |

Döntő
| 1965. június 23. 21:30 |

| Juventus | 0 – 1             | Ferencváros  |
| -------- | ----------------- | ------------ |
|          | (0 – 0) Részletek | Fenyvesi 74' |

| Stadio Comunale, Torino Nézőszám: 40 000 Játékvezető: Gottfried Dienst (svájci) |

### BEK 1965–66
Selejtező
| 1965. augusztus 29. 18:00 |

| Knattspyrnudeild Keflavíkur | 1 – 4               | Ferencváros                                |
| --------------------------- | ------------------- | ------------------------------------------ |
| Júlíusson 69'               | (0 – 3) Jegyzőkönyv | Németh 26' Karába 37' Varga 38' Albert 59' |

| Laugardalsvöllur, Reykjavík Nézőszám: 5 422 |

| 1965. szeptember 8. |

| Ferencváros                                           | 9 – 1               | Knattspyrnudeild Keflavíkur |
| ----------------------------------------------------- | ------------------- | --------------------------- |
| Albert 8' 44' 76' 81' 89' Novák 10' 22' Varga 23' 34' | (6 – 1) Jegyzőkönyv | Jóhannsson 37'              |

| Népstadion, Budapest Nézőszám: 18 088 |

1. forduló (Nyolcaddöntő)
| 1965. november 10. |

| Ferencváros | 0 – 0               | Panathinaikósz |
| ----------- | ------------------- | -------------- |
|             | (0 – 0) Jegyzőkönyv |                |

| Népstadion, Budapest Nézőszám: 12 278 |

| 1965. november 17. |

| Panathinaikósz | 1 – 3               | Ferencváros                       |
| -------------- | ------------------- | --------------------------------- |
| Domázosz 51'   | (0 – 2) Jegyzőkönyv | Karába 6' Fenyvesi 28' Albert 66' |

| OAKA Stadion, Athén Nézőszám: 24 919 |

(folytatását lásd az 1966-os szezonnál)

### NB 1 1965

#### Tavaszi fordulók
| 1. forduló 1965. március 14. |

| Ferencváros          | 1 – 1               | Tatabányai Bányász |
| -------------------- | ------------------- | ------------------ |
| Novák 73' (11-esből) | (0 – 0) Jegyzőkönyv | Bíró 58'           |

| Népstadion, Budapest Nézőszám: 55 000 Játékvezető: Horváth Lajos (magyar) |

| 2. forduló 1965. március 21. |

| Ózdi Kohász  | 1 – 3               | Ferencváros                        |
| ------------ | ------------------- | ---------------------------------- |
| Szendrei 59' | (0 – 0) Jegyzőkönyv | Albert 61' Juhász 79' Fenyvesi 89' |

| Városi Stadion, Ózd Nézőszám: 18 000 Játékvezető: Petri Sándor (magyar) |

| 3. forduló 1965. március 28. |

| Ferencváros | 1 – 1               | Pécsi Dózsa |
| ----------- | ------------------- | ----------- |
| Albert 56'  | (0 – 1) Jegyzőkönyv | Gór 19'     |

| Népstadion, Budapest Nézőszám: 58 000 Játékvezető: Bíróczky János (magyar) |

| 4. forduló 1965. április 4. |

| Győri ETO | 0 – 2               | Ferencváros           |
| --------- | ------------------- | --------------------- |
|           | (0 – 1) Jegyzőkönyv | Rákosi 20' Albert 65' |

| Győr Nézőszám: 16 000 Játékvezető: Aranyosi Lajos (magyar) |

| 5. forduló 1965. április 11. |

| Ferencváros | 0 – 3               | Budapesti Honvéd            |
| ----------- | ------------------- | --------------------------- |
|             | (0 – 1) Jegyzőkönyv | Tichy 18' 65' Tussinger 50' |

| Népstadion, Budapest Nézőszám: 75 000 Játékvezető: Karl Kainer (osztrák) |

| 6. forduló 1965. április 14. |

| Vasas      | 1 – 2               | Ferencváros    |
| ---------- | ------------------- | -------------- |
| Puskás 43' | (1 – 1) Jegyzőkönyv | Albert 17' 49' |

| Népstadion, Budapest Nézőszám: 30 000 Játékvezető: Varasdinać (jugoszláv) |

| 7. forduló 1965. október 13. |

| Újpesti Dózsa    | 2 – 0               | Ferencváros |
| ---------------- | ------------------- | ----------- |
| Kuharszki 5' 25' | (2 – 0) Jegyzőkönyv |             |

| Népstadion, Budapest Nézőszám: 40 000 Játékvezető: Aranyosi Lajos (magyar) |

- Elhalasztott mérkőzés.

| 8. forduló 1965. április 25. |

| Dorogi Bányász | 2 – 2               | Ferencváros           |
| -------------- | ------------------- | --------------------- |
| Csóri 2' 17'   | (2 – 1) Jegyzőkönyv | Albert 26' Rákosi 46' |

| Bányász stadion, Dorog Nézőszám: 10 000 Játékvezető: Bircsák Gusztáv (magyar) |

| 9. forduló 1965. május 9. |

| Ferencváros                                                     | 5 – 0               | Salgótarjáni BTC |
| --------------------------------------------------------------- | ------------------- | ---------------- |
| Rákosi 19' Karába 60' Novák 62' (11-esből) Albert 65' Varga 82' | (1 – 0) Jegyzőkönyv |                  |

| Népstadion, Budapest Nézőszám: 25 000 Játékvezető: Petri Sándor (magyar) |

| 10. forduló 1965. május 26. |

| Ferencváros                        | 4 – 1               | Komlói Bányász |
| ---------------------------------- | ------------------- | -------------- |
| Novák 48' Varga 75' 80' Albert 77' | (0 – 0) Jegyzőkönyv | Pataki 73'     |

| Népstadion, Budapest Nézőszám: 25 000 Játékvezető: Müncz György (magyar) |

| 11. forduló 1965. október 20. |

| Ferencváros                 | 2 – 0               | Csepel SC |
| --------------------------- | ------------------- | --------- |
| Juhász 61' Kiss 75' (öngól) | (0 – 0) Jegyzőkönyv |           |

| Népstadion, Budapest Nézőszám: 12 000 Játékvezető: Vadas György (magyar) |

- Elhalasztott mérkőzés.

| 12. forduló 1965. június 3. |

| SZEAC | 0 – 1               | Ferencváros  |
| ----- | ------------------- | ------------ |
|       | (0 – 0) Jegyzőkönyv | Fenyvesi 71' |

| Szeged Nézőszám: 12 000 Játékvezető: Balla Gyula (magyar) |

| 13. forduló 1965. június 20. |

| Ferencváros           | 2 – 4               | MTK                                               |
| --------------------- | ------------------- | ------------------------------------------------- |
| Németh 24' Albert 76' | (1 – 3) Jegyzőkönyv | Laczkó 36' Horváth 38' (öngól) Kuti 45' Héger 78' |

| Népstadion, Budapest Nézőszám: 25 000 Játékvezető: Tittl (osztrák) |

#### Őszi fordulók
| 14. forduló 1965. augusztus 1. |

| Ferencváros                             | 3 – 1               | Újpesti Dózsa |
| --------------------------------------- | ------------------- | ------------- |
| Németh 26' Albert 41' Rajna 60' (öngól) | (2 – 1) Jegyzőkönyv | Bene 44'      |

| Népstadion, Budapest Nézőszám: 60 000 Játékvezető: Friedrich Mayer (osztrák) |

| 15. forduló 1965. augusztus 7. |

| Budapesti Honvéd   | 2 – 2               | Ferencváros    |
| ------------------ | ------------------- | -------------- |
| Tichy 57' Nagy 73' | (0 – 0) Jegyzőkönyv | Havasi 68' 76' |

| Népstadion, Budapest Nézőszám: 50 000 Játékvezető: Babauczek (osztrák) |

| 16. forduló 1965. augusztus 15. |

| Ferencváros                                   | 6 – 2               | Győri ETO                             |
| --------------------------------------------- | ------------------- | ------------------------------------- |
| Fenyvesi 5' 16' Albert 30' 40' 78' Rákosi 54' | (4 – 0) Jegyzőkönyv | Soproni 70' (11-esből) 71' (11-esből) |

| Népstadion, Budapest Nézőszám: 60 000 Játékvezető: Bíróczky János (magyar) |

| 17. forduló 1965. augusztus 24. |

| Ferencváros                                                                  | 5 – 0               | Ózdi Kohász |
| ---------------------------------------------------------------------------- | ------------------- | ----------- |
| Novák 14' (11-esből) Albert 44' 86' Karába 84' Frenkó 88' (öngól) Havasi 60′ | (2 – 0) Jegyzőkönyv |             |

| Népstadion, Budapest Nézőszám: 20 000 Játékvezető: Horváth Lajos (magyar) |

| 18. forduló 1965. szeptember 12. |

| Ferencváros                           | 4 – 0               | Dorogi Bányász |
| ------------------------------------- | ------------------- | -------------- |
| Albert 19' 45' Varga 58' Fenyvesi 70' | (2 – 0) Jegyzőkönyv |                |

| Népstadion, Budapest Nézőszám: 30 000 Játékvezető: Fehérvári József (magyar) |

| 19. forduló 1965. szeptember 15. |

| Salgótarjáni BTC | 1 – 1               | Ferencváros |
| ---------------- | ------------------- | ----------- |
| Kocsis 6'        | (1 – 1) Jegyzőkönyv | Albert 30'  |

| Salgótarján Nézőszám: 15 000 Játékvezető: Radó János (magyar) |

| 20. forduló 1965. szeptember 19. |

| Komlói Bányász | 1 – 1               | Ferencváros |
| -------------- | ------------------- | ----------- |
| Rónai 33'      | (1 – 1) Jegyzőkönyv | Albert 2'   |

| Komló Nézőszám: 8 000 Játékvezető: Kaposi Sándor (magyar) |

| 21. forduló 1965. szeptember 26. |

| Pécsi Dózsa   | 2 – 5               | Ferencváros                     |
| ------------- | ------------------- | ------------------------------- |
| Török 43' 60' | (1 – 1) Jegyzőkönyv | Albert 9' 53' 75' 80' Varga 82' |

| PMFC Stadion, Pécs Nézőszám: 20 000 Játékvezető: Petri Sándor (magyar) |

| 22. forduló 1965. szeptember 29. |

| Csepel SC                       | 2 – 6               | Ferencváros                                                                  |
| ------------------------------- | ------------------- | ---------------------------------------------------------------------------- |
| Rottenbiller 25' 89' (11-esből) | (1 – 2) Jegyzőkönyv | Novák 13' (11-esből) Varga 23' Albert 51' Juhász 65' Fenyvesi 72' Karába 81' |

| Népstadion, Budapest Nézőszám: 30 000 Játékvezető: Gere Gyula (magyar) |

| 23. forduló 1965. október 17. |

| Ferencváros          | 1 – 1               | SZEAC     |
| -------------------- | ------------------- | --------- |
| Novák 29' (11-esből) | (1 – 1) Jegyzőkönyv | Nemes 16' |

| Népstadion, Budapest Nézőszám: 25 000 Játékvezető: Vízhányó László (magyar) |

| 24. forduló 1965. október 24. |

| MTK       | 1 – 6               | Ferencváros                                                          |
| --------- | ------------------- | -------------------------------------------------------------------- |
| Héger 89' | (0 – 0) Jegyzőkönyv | Albert 50' 76' 87' Novák 61' (11-esből) Németh 73' Dunai 79' (öngól) |

| Népstadion, Budapest Nézőszám: 18 000 Játékvezető: Radó János (magyar) |

| 25. forduló 1965. október 31. |

| Ferencváros | 0 – 1               | Vasas      |
| ----------- | ------------------- | ---------- |
| Albert 65′  | (0 – 1) Jegyzőkönyv | Farkas 47' |

| Népstadion, Budapest Nézőszám: 55 000 Játékvezető: Varasdinać (jugoszláv) |

| 26. forduló 1965. november 7. |

| Tatabányai Bányász | 1 – 1               | Ferencváros  |
| ------------------ | ------------------- | ------------ |
| Nagy 86'           | (0 – 0) Jegyzőkönyv | Fenyvesi 66' |

| Városi Stadion, Tatabánya Nézőszám: 10 000 Játékvezető: Bircsák Gusztáv (magyar) |

#### A végeredmény
|    | Csapat             | Játszott | Gy | D  | V  | L  | K  | Gk  | Pont | Megjegyzés                                           |
| -- | ------------------ | -------- | -- | -- | -- | -- | -- | --- | ---- | ---------------------------------------------------- |
| 1  | Vasas SC           | 26       | 17 | 5  | 4  | 48 | 19 | +29 | 39   | Bajnok, 1966–1967-es BEK, 1966-os közép-európai kupa |
| 2  | Ferencváros        | 26       | 14 | 8  | 4  | 66 | 31 | +35 | 36   | 1966–1967-es vásárvárosok kupája                     |
| 3  | Újpesti Dózsa      | 26       | 14 | 7  | 7  | 52 | 30 | +22 | 33   | 1966–1967-es közép-európai kupa                      |
| 4  | Bp. Honvéd SE      | 26       | 12 | 6  | 7  | 47 | 30 | +17 | 31   | 1966–1967-es közép-európai kupa                      |
| 5  | Győri ETO          | 26       | 12 | 9  | 8  | 41 | 30 | +11 | 30   | 1966–1967-es kupagyőztesek Európa-kupája             |
| 6  | Tatabányai Bányász | 26       | 9  | 6  | 8  | 30 | 32 | -2  | 27   | 1966–1967-es közép-európai kupa                      |
| 7  | Pécsi Dózsa        | 26       | 10 | 6  | 10 | 30 | 30 | 0   | 26   |                                                      |
| 8  | MTK                | 26       | 7  | 10 | 9  | 30 | 42 | -12 | 24   | 1966-os közép-európai kupa                           |
| 9  | Salgótarjáni BTC   | 26       | 5  | 13 | 8  | 25 | 37 | -12 | 23   |                                                      |
| 10 | Csepel SC          | 26       | 9  | 4  | 13 | 33 | 37 | -4  | 22   |                                                      |
| 11 | Ózdi Kohász        | 26       | 9  | 9  | 13 | 29 | 57 | -28 | 22   |                                                      |
| 12 | Dorogi Bányász     | 26       | 6  | 6  | 11 | 26 | 40 | -14 | 21   |                                                      |
| 13 | Komlói Bányász     | 26       | 6  | 6  | 14 | 29 | 47 | -18 | 18   | Kiestek az NB II-be                                  |
| 14 | Szegedi EAC        | 26       | 2  | 8  | 16 | 18 | 42 | -24 | 12   | Kiestek az NB II-be                                  |

#### Eredmények összesítése
Az alábbi táblázatban összesítve szerepelnek a Ferencvárosi TC 1965-ös bajnokságban elért eredményei.
| Ősz/tavasz (forduló)   | Otthon | Otthon | Otthon | Otthon | Otthon | Otthon | Otthon | Idegenben | Idegenben | Idegenben | Idegenben | Idegenben | Idegenben | Idegenben |
| Ősz/tavasz (forduló)   | M      | GY     | D      | V      | LG–KG  | GK     | P      | M         | GY        | D         | V         | LG–KG     | GK        | P         |
| ---------------------- | ------ | ------ | ------ | ------ | ------ | ------ | ------ | --------- | --------- | --------- | --------- | --------- | --------- | --------- |
| Tavaszi szezon (1–13.) | 7      | 3      | 2      | 2      | 15–10  | +5     | 8      | 6         | 4         | 1         | 1         | 10–6      | +4        | 9         |
| Őszi szezon (14–26.)   | 6      | 4      | 1      | 1      | 19–5   | +14    | 9      | 7         | 3         | 4         | 0         | 22–10     | +12       | 10        |
| Összesen (1–26.)       | 13     | 7      | 3      | 3      | 34–15  | +19    | 17     | 13        | 7         | 5         | 1         | 32–16     | +16       | 19        |

### Magyar kupa 1965
II. csoport
| 1965. július 7. |

| Zalaegerszegi Építők | 2 – 1               | Ferencváros  |
| -------------------- | ------------------- | ------------ |
|                      | (1 – 0) Jegyzőkönyv | Fenyvesi 80' |

| Zalaegerszeg Nézőszám: 2 500 Játékvezető: Katona József (magyar) |

### Egyéb mérkőzések
| 1965. február 10. |

| Szenegál | 1 – 2       | Ferencváros    |
| -------- | ----------- | -------------- |
|          | Jegyzőkönyv | Varga Fenyvesi |

| Dakar |

| 1965. február 15. |

| Libéria | 3 – 5       | Ferencváros           |
| ------- | ----------- | --------------------- |
|         | Jegyzőkönyv | Fenyvesi Dunai Rákosi |

| Monrovia |

| 1965. február 17. |

| Algéria | 2 – 2       | Ferencváros  |
| ------- | ----------- | ------------ |
|         | Jegyzőkönyv | Varga Rákosi |

| Algír |

| 1965. február 18. |

| Oráni válogatott | 1 – 2       | Ferencváros     |
| ---------------- | ----------- | --------------- |
|                  | Jegyzőkönyv | Rákosi Fenyvesi |

| Orán |

| 1965. február 20. |

| Tunisz válogatott | 2 – 2       | Ferencváros  |
| ----------------- | ----------- | ------------ |
|                   | Jegyzőkönyv | Varga Rákosi |

| Tunisz |

| 1965. július 5. |

| Kilmarnock FC | 1 – 2       | Ferencváros     |
| ------------- | ----------- | --------------- |
|               | Jegyzőkönyv | Fenyvesi Rákosi |

| New York |

| 1965. július 8. |

| Polonia Bytom | 0 – 0               | Ferencváros |
| ------------- | ------------------- | ----------- |
|               | (0 – 0) Jegyzőkönyv |             |

| Chicago |

| 1965. július 12. |

| West Bromwich Albion | 1 – 1       | Ferencváros |
| -------------------- | ----------- | ----------- |
|                      | Jegyzőkönyv | Fenyvesi    |

| New York |

| 1965. július 15. |

| Hamilton | 0 – 6       | Ferencváros                  |
| -------- | ----------- | ---------------------------- |
|          | Jegyzőkönyv | Fenyvesi Juhász Varga Karába |

| Cleveland |

| 1965. július 18. |

| Polonia Bytom | 2 – 1       | Ferencváros |
| ------------- | ----------- | ----------- |
|               | Jegyzőkönyv | Albert      |

| New York |

| 1965. július 22. |

| West Bromwich Albion | 1 – 2       | Ferencváros |
| -------------------- | ----------- | ----------- |
|                      | Jegyzőkönyv | Németh      |

| New York |

| 1965. július 26. |

| Kilmarnock FC | 1 – 4       | Ferencváros                    |
| ------------- | ----------- | ------------------------------ |
|               | Jegyzőkönyv | Dalnoki Karába Fenyvesi Albert |

| New York |